# Hippocampus capensis
Hippocampus capensis là một loài cá thuộc họ Syngnathidae. Nó là loài đặc hữu của Nam Phi. Nó sống ở sông Keurbooms ở vịnh Plettenberg khắp phá Knysna lên đến Swartvlei ở Sedgefield.

## Hình ảnh

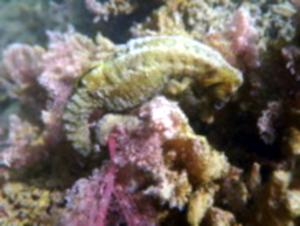